# Palazzo Leone
Palazzo Leone è un palazzo storico dell'Aquila.

## Storia
La costruzione del palazzo risale agli anni Trenta del XX secolo ed è dovuta ad un ampio progetto di rinnovamento urbanistico della propaggine settentrionale al centro storico della città, comprendente l'allargamento di corso Vittorio Emanuele, la realizzazione della Fontana luminosa e del complesso sportivo. In precedenza, l'area — che fronteggiava il Forte spagnolo, importante avamposto militare — non era edificata.
L'edificazione di Palazzo Leone è leggermente successiva a quella della Casa del Combattente di Achille Pintonello, che era stato il primo palazzo cittadino ad utilizzare un'ossatura in calcestruzzo armato, con cui tuttavia condivide stile architettonico, periodo storico e funzione urbanistica. La famiglia Di Sabbato incaricò del progetto l'ingegnere Vincenzo Di Nanna e l'architetto Mario Gioia, futuri podestà e vice-podestà dell'Aquila.
Nel dopoguerra, l'edificio venne sopraelevato di un livello, distinguendolo così dall'edificio prospiciente. Fino al terremoto dell'Aquila del 2009 ha ospitato la sede cittadina del Messaggero; danneggiato dal sisma, Palazzo Leone è stato poi sottoposto a lavori di restauro che hanno riportato in auge la colorazione storica caratterizzata dal rosso pompeiano.

## Descrizione
Il palazzo è uno dei cosiddetti «edifici gemelli» che costituiscono i propilei al corso Vittorio Emanuele e, quindi, al centro storico della città. È situato nell'isolato tra il corso, piazza Battaglione degli Alpini, via del Crocifisso e via del Gatto.
L'edificio si presenta come l'unione di due corpi di fabbrica a base rettangolare con la facciata principale, costituita da un fronte semicilindrico, volto verso la Fontana luminosa; la stessa facciata tondeggiante è ripresa poi nella prospiciente Casa del Combattente. La linea del prospetto sul corso è proseguita da Palazzo Lucentini Bonanni che — per l'occasione — venne "tagliato" di un'intera ala.
È costituito da tre livelli originali cui è stato aggiunto — negli anni Cinquanta del XX secolo — un ulteriore livello con terrazzino. Lo stile ripropone quanto già visto nel pressoché coevo albergo di Campo Imperatore di Vittorio Bonadè Bottino, rispetto al quale tuttavia risulta più gradevole la proporzione tra vuoti e pieni. Elemento caratterizzante del palazzo sono le vistose cornici marcapiano già presenti nella Casa del Combattente e che, nella facciata principale, si aggettano per realizzare le balconate.
La colorazione storica — un rosso pompeiano d'impatto — è stata riproposta in seguito ai lavori di ristrutturazione successivi al terremoto del 2009 ed è la stessa utilizzata per gli apparati esterni del vicino complesso sportivo.